# UC Irvine Anteaters

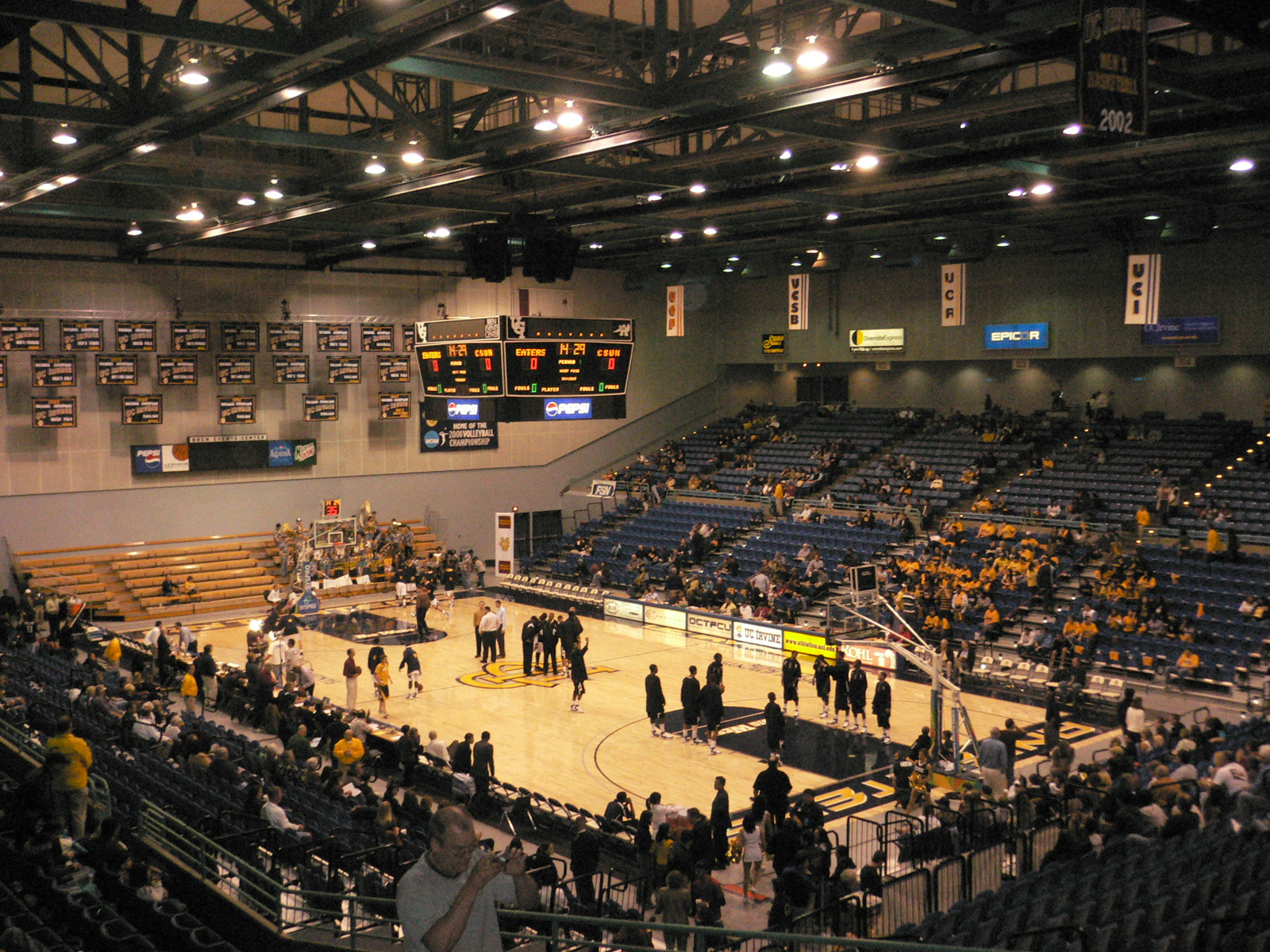
Bren Events Center.

UC Irvine Anteaters (español: osos hormigueros de la Universidad de California, Irvine) es el equipo deportivo de la Universidad de California, Irvine, situada en Irvine, California. Los equipos de los Anteaters participan en las competiciones universitarias organizadas por la NCAA, y forman parte de la Big West Conference.

## Programa deportivo
Los Anteaters participan en las siguientes modalidades deportivas:
| - Masculino - Baloncesto - Béisbol - Natación - Cross - Fútbol - Waterpolo - Atletismo - Tenis - Golf | - Femenino - Baloncesto - Cross - Natación - Golf - Fútbol - Atletismo - Waterpolo - Tenis |

### Baloncesto
El equipo de baloncesto masculino de Irvine ha llegado en 2 ocasiones al torneo final de la División II de la NCAA, y en otras 4 ocasiones al National Invitation Tournament. Once de sus jugadores han llegado a entrar eb el Draft de la NBA, de los cuales 4 han llegado a jugar en la NBA, entre los que destacan Bob Thornton, Ben McDonald y Tod Murphy, además del exjugador del Real Madrid Johnny Rogers.

### Waterpolo
El waterpolo es el deporte que más éxitos ha dado a los Anteaters, ya que han ganado en 3 ocasiones el título de la NCAA, en los años 1970, 1982 y 1989. Durante 40 años, entre 1966 y 2005 han estado entre los cinco mejores equipos del país.

### Béisbol
Desde el regreso de la universidad al béisbol en 2002 (el deporte fue eliminado del programa en 1992), el equipo ha llegado a estar situado como número 4 en los rankings universitarios de Estados Unidos. En junio de 2007 hicieron historia al llegar a las College World Series, el torneo final universitario. Cuatro de sus jugadores han llegado a jugar en la MLB, mientras que 8 de sus jugadores han entrado en el draft de 2007.

## Instalaciones deportivas
- Bren Events Center. Es el pabellón de baloncesto de la universidad. Tiene una capacidad para 4.984 espectadores y fue terminado en 1987.[6]
- Anteater Staduim. Es el estadio donde se juega al fútbol, tanto masculino como femenino. Tiene una capacidad para 2.500 espectadores y fue renovado completamente en 1997.[7]
- Anteater Ballpark. Es el estadio de béisbol de los Anteaters. fue construido en 2002 y tiene una capacidad para 2900 espectadores.[8]